# Dialacoro (Mali)
Dialacoro é uma comuna rural do sul do Mali da circunscrição de Sicasso e região de Sicasso. Segundo censo de 1998, havia 3 867 habitantes, enquanto segundo o de 2009, havia 6 893. A comuna inclui 4 vilas.